# Кутбертове Євангеліє
Ку́тбертове Єва́нгеліє — старовинна рукописна книга (копія Євангелія від Івана), датована VII століттям, котра була знайдена в поховані Святого Катберта.

## Історія знахідки

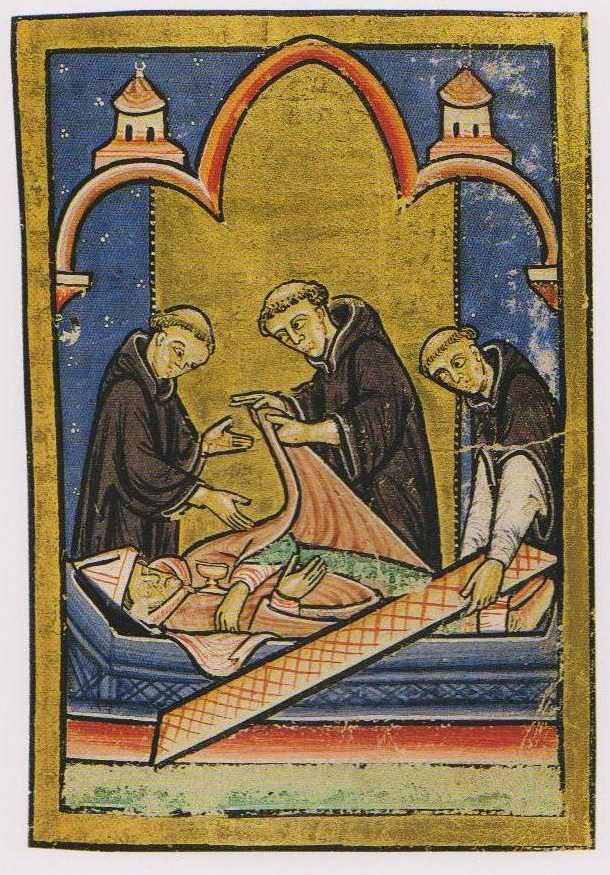
Відкриття труни Св. Кутберта, середньовічна світлина.

Східне узбережжя Британії та її мешканці в XI–XII століттях сильно потерпали від навали вікінгів. Край вже відвідали місіонери і тут закріпилося християнство. Після чергової розбійної навали скандинавів, що шукали нових, родючих земель попри скелястих фіордів, християнські мешканці позабирали майно і відступили у глиб території. Забирали усе, викопали навіть труну з поховання святого Кутберта на острові Ліндисфарн, розташованому на північному сході Британії. Під час огляду труни 1104 року і знайшли невеличке Євангеліє, трохи більше за долоню дорослої людини. Воно добре збереглося. Книга, що отримала згодом назву Кутбертове Євангеліє, і була збережена до XX століття.

## Історія придбання

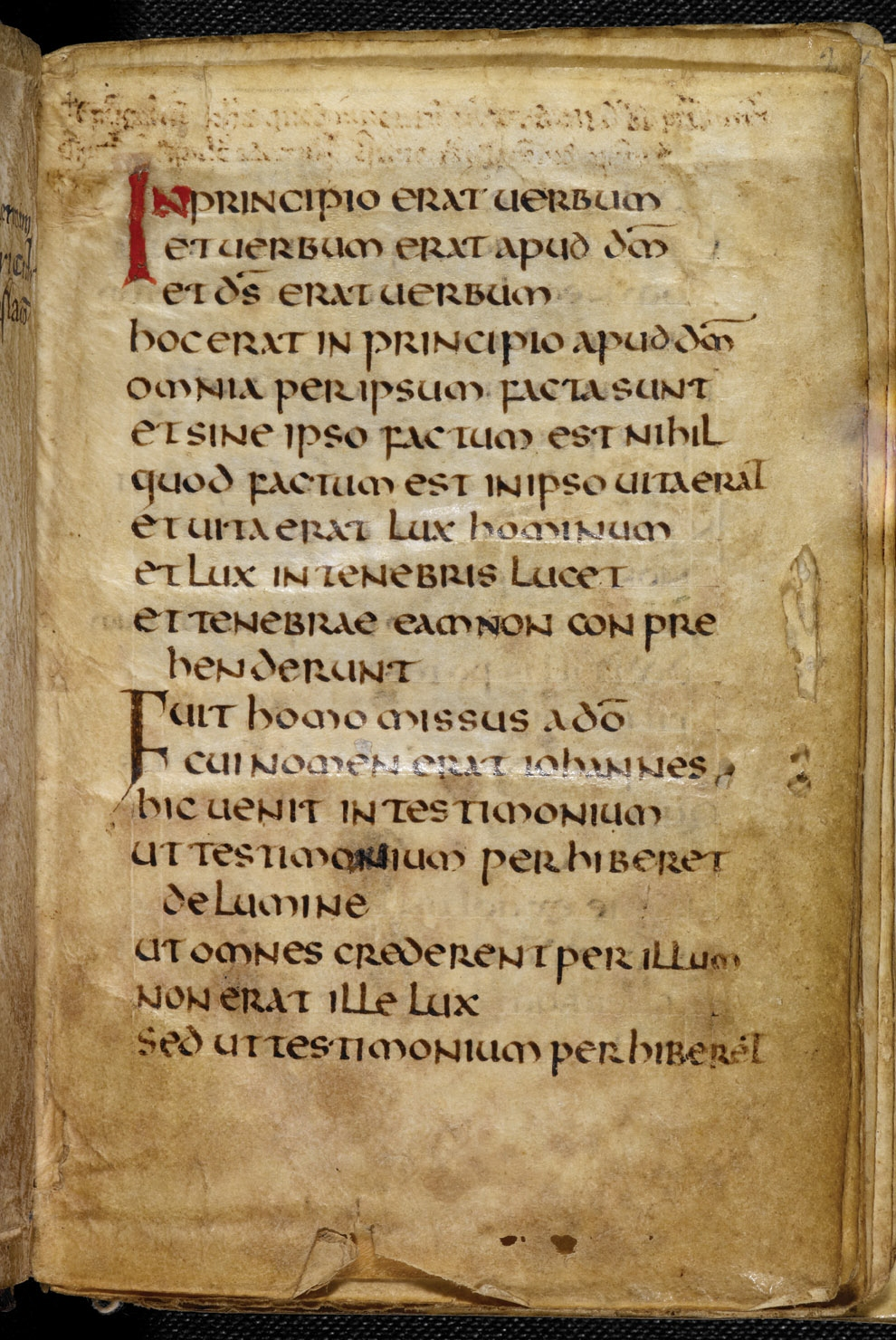
Сторінка Кутбертова Євангелія.

Це не перше коштовне придбання керівництва Британської бібліотеки. Свого часу воно активно скуповувало раритетні видання в Європі та унікальні рукописи, вилучені з державних бібліотек СРСР, які продавали кремлівські вожді за кордоном. Так, Британська бібліотека придбала 1933 року Синайський кодекс, вилучений з Російської національної бібліотеки в Ленінграді, всього за 500 000 доларів. Синайський кодекс вважається другим за історичною вартістю та повнотою після Ватиканського кодексу і датований IV століттям.
Про Кутбертове Євангеліє в бібліотеці добре знали і орендували старовинний рукопис ще з 1979 року. Нарешті Британська бібліотека отримала привілей на придбання рукопису в партнерстві з Даремським університетом. Рукопис оцінили в 13 000 000 доларів. Аби перешкодити вивезенню коштовного рукопису, придбанням пам'ятки книжкової культури Західної Європи опікувався Меморіальний фонд національної спадщини (Велика Британія). Частку грошей додали до необхідної суми патріотично налаштовані меценати.

## Експонування
Кутбертове Євангеліє вже оцифроване і буде доступним для всіх охочих в режимі онлайн.